# Lobophytum oligoverrucum
Lobophytum oligoverrucum är en korallart som beskrevs av Li 1984. Lobophytum oligoverrucum ingår i släktet Lobophytum och familjen läderkoraller. Inga underarter finns listade i Catalogue of Life.